# Local H
Local H ist eine amerikanische Grungeband, die 1987 von Scott Lucas (Gesang, Gitarre, Bass) und Joe Daniels (Schlagzeug) gegründet wurde. Die beiden Musiker spielten damals zusammen in einer Schulband in Illinois. Da es der Band nicht gelang, einen guten Bassisten zu finden, baute Scott Lucas zusätzliche Tonabnehmer in seine E-Gitarre ein, so dass er damit auch die Basslinie spielen konnte.

## Geschichte
Das erste Album von Local H, Ham Fisted, erschien 1995 und war mäßig erfolgreich. Dagegen erreichte das nächste Album As Good as Dead, aus dem die Singles Bound for the Floor und Eddie Vedder ausgekoppelt wurden, 1996 Goldstatus und erhielt durchweg positive Kritiken. Das dritte Album Pack Up the Cats von 1998 mit der Single All the Kids Are Right wurde ähnlich gut aufgenommen, konnte aber nicht an den kommerziellen Erfolg des Vorgängers anknüpfen, da in dieser Zeit das Plattenlabel PolyGram von Universal übernommen wurde.
Daniels verließ die Band 1999, und Lucas ersetzte ihn durch Brian St. Clair, den ehemaligen Schlagzeuger von Triple Fast Action und Schlagzeugtechniker für Bun E. Carlos von Cheap Trick. 2002 brachten Lucas und St. Clair das vierte Album Here Comes the Zoo heraus, das beim Label Palm Pictures erschien. 2003 folgte The No Fun EP und im April 2004 ihr fünftes Album Whatever Happened to P.J. Soles?, das ebenfalls Erfolg hatte.
2005 nahmen Local H eine Version von Britney Spears’ Hit Toxic auf, was der Band eine gewisse Publicity einbrachte. Das Lied war zunächst nur über die Website zu bekommen, wurde jedoch als einziger Studio-Track auf dem Live-Album Alive '05 veröffentlicht.
Manager von Local H ist Wes Kidd, ehemaliges Mitglied von Triple Fast Action.
2007 gingen Local H auf eine längere Tour durch Australien, die erste seit der gemeinsamen Tour mit Superjesus im Jahre 1998.
Am 13. Mai 2008 erschien das Studioalbum 12 Angry Months.
2010 erschien das Coveralbum Local H’s Awesome Mixtape, 2012 das letzte Studioalbum mit Schlagzeuger Brian St. Clair, Halleluja I’m a Bum!.
Mitte 2013 verließ St. Clair die Band.
Im November 2013 wurde Ryan Harding als Schlagzeuger vorgestellt, erstmals zu hören ist er auf der Team E.P., welche nur bei Konzerten der Band verkauft wurde.
Ende 2014 wurde ein weiteres Cover-Album, Local H’s Awesome Mixtape #2, veröffentlicht.
Im April 2015 wurde das Studioalbum Hey, Killer veröffentlicht.

## Trivia
- Die Band wird von ihren Fans für ihre kreativen und energiegeladenen Live-Auftritte geschätzt. Gerade Scott Lucas gilt als wenig zimperlich im Umgang mit den Fans.
- 2003 versteigerte Local H einen Auftritt bei eBay.
- 2004 trat die Band in der Bar Fritz's Corner in Zion, Illinois auf, deren Name bereits 1996 für den Song Fritz’s Corner auf dem Album As Good as Dead Pate stand.
- 2005 machte Local H eine all request tour, bei der eine Lostrommel in Form eines traditionellen Sushi-Menüs im Publikum herumgereicht wurde, die Zettel mit den meisten Songs der Band enthielt, unterteilt in verschiedene Kategorien. Das Publikum durfte jeweils sieben Songs auswählen, die dann auch gespielt wurden.
- Im Sommer 2007 spielte Local H am US Cellular Field in Chicago. Tickets für dieses Konzert wurden an Passanten vergeben, die Bandmitglieder in der Öffentlichkeit erkannten und sie mit „Attention All Planets of the Solar Federation - We Have Assumed Control“ ansprachen.
- Von 1996 bis 2006 trat Local H jedes Jahr an Halloween im Double-Door-Club in Chicago in der Verkleidung einer anderen Band auf. In früheren Jahren waren dies Nirvana, Tom Petty, Oasis, The Doors, und die Sex Pistols. In ihren beiden vorläufig letzten Halloween-Shows 2006 schlüpften sie in die Rolle von Kiss und Led Zeppelin.
- Häufig wird die Band von ihrem Freund Gabe Rodriguez auf Touren begleitet. Rodriguez ist Backgroundsänger und spielt Kazoo oder Tamburin.
- Frontmann Scott Lucas hat eine Schwäche für den Whisky Maker’s Mark, von dem er während eines Auftritts auch schon mal eine ganze Flasche trinkt. Drummer Brian St. Clair trinkt dagegen keinen Alkohol.
- Scott Lucas ist Vegetarier.
- Brian St. Clair ist begeisterter Vogelbeobachter.
- Die Songs Bound For The Floor vom 1996er Album As Good as Dead und Hands on the Bible vom 2002er Album Here Comes the Zoo waren Teil des Soundtracks zum Film Big Nothing von 2006 mit Simon Pegg und David Schwimmer. Bound for the Floor wurde auch im Videospiel Saints Row eingesetzt.

## Mitglieder

### Aktuelle Mitglieder
- Scott Lucas – Lead- und Rhythmusgitarre, Gesang, Bass, Percussion (seit 1987)
- Ryan Harding – Schlagzeug (seit 2013)

### Frühere Mitglieder
- Brian St. Clair – Schlagzeug, Begleitgesang (1999–2013)
- Joe Daniels – Schlagzeug, Pfeifen, Begleitgesang (1987–1999)
- Matt Garcia – Bass (1987–1992)
- John Sparkman

### Tourmusiker
- Wes Kidd – Lead- und Rhythmusgitarre bei der Pack Up the Cats-Tour
- Gabe Rodriguez – Backgroundgesang, Kazoo

### Gastauftritte
- Gabe Rodriguez – Tamburin, Kazoo, Begleitgesang auf Alive '05 (2005) – "All the Kids Are Right", "All-Right (Oh, Yeah)", "Fritz's Corner" und Gastauftritt auf Here Comes the Zoo (2002) – "Keep Your Girlfriend"
- Zak Schneider – Mellotron auf Whatever Happened to P.J. Soles? (2004) – "Dick Jones"
- Eric Oblander – Harfe auf Whatever Happened to P.J. Soles? (2004) – "Money on the Dresser"
- Josh Homme – Gastauftritt auf Here Comes the Zoo (2002) – "Rock & Roll Professionals"
- Wes Kidd – Gastauftritt auf Here Comes the Zoo (2002) – "Half-life", "(Baby Wants to) Tame Me"
- Shanna Kiel – Gastauftritt auf Here Comes the Zoo (2002) – "5th Ave. Crazy"
- Maxton Koc – Gastauftritt auf Here Comes the Zoo (2002) – "5th Ave. Crazy", "Rock & Roll Professionals", "Keep Your Girlfriend"
- Jerry Only – Gastauftritt auf Here Comes the Zoo (2002) – "Keep Your Girlfriend"
- Simantha Sernaker – Gastauftritt auf Here Comes the Zoo (2002) – "Hands on the Bible"
- Dean DeLeo – Gitarre auf Pack Up the Cats (1998) – "Cool Magnet"

## Diskografie

### Alben
- 1995: Ham Fisted
- 1996: As Good as Dead
- 1998: Pack Up the Cats
- 2002: Here Comes the Zoo
- 2004: Whatever Happened to P.J. Soles?
- 2008: 12 Angry Months
- 2010: Local H’s Awesome Mixtape
- 2012: Halleluja I’m a Bum
- 2014: Local H’s Awesome Mixtape #2
- 2015: Hey, Killer
- 2020: LIFERS
- 2021: Local H's Awesome Quarantine Mix-Tape #3

### Livealben
- 2005: Alive ’05
- 2018: Live in Europe

### Kompilationen
- 2005: Retrospective
- 2011: ICON: The Island Years

### EPs
- 2001: Half-Life E.P.
- 2003: The No Fun EP
- 2013: The Another February
- 2014: The Team EP

### Demoalben
- 1991: Scratch Demos
- 1992: Local H
- 1992: The ’92 Demos (Re-Release 1999)
- 2006: ’99-’00 Demos
- 2015: Twenty-Five Years of Skin In the Game

### Singles
- 1991: Drum
- 1994: Cynic
- 1994: Mayonnaise and Malaise
- 1996: High-Fiving MF
- 1996: Bound for the Floor
- 1997: Eddie Vedder
- 1997: Fritz’s Corner
- Have Yourself a Merry Little Christmas
- 1998: All the Kids Are Right
- 1998: All-Right (Oh, Yeah)
- 2001: Half-Life
- 2002: Hands on the Bible
- 2004: California Songs
- 2005: Toxic (Coverversion der Britney-Spears-Single)
- 2008: 24 Hour Break-Up Session
- 2009: Machine Shed Wrestling
- 2014: Team (Lorde-Cover)

### Split-Singles
- 1994: Local H/Sybil Vane Split 7" (Vinyl-Split-Single mit dem unveröffentlichten "Disgruntled Xmas" und Sybil Vanes Coverversion von "White Christmas")
- 2000: Local H/The Blank Theory Split7" (Vinyl-Split-Single mit einer unveröffentlichten Coverversion des Godfathers-Songs "Birth, School, Work, Death" (später erneut für die The No Fun EP aufgenommen) und "Corporation" von The Blank Theory)

### Beteiligung an Kompilationen
- 1996: Soundtrack zu The Great White Hype – "Feed"
- 1996: Soundtrack zu Sling Blade – Auf Messers Schneide – Coverversion von Guided by Voices’ "Smothered in Hugs"
- 1997: Soundtrack zu Gravesend – zwei bisher unveröffentlichte Songs, "Have Yourself a Merry Little Christmas" und "Tag-Along"
- 1997: Where is my Mind? The Pixies Tribute – Coverversion von "Tame"
- 2002: Oil thick records compilation – alternative Version von "Mellowed"

### Videoalben
- 2010: 68 Angry Minutes
- 2012: There Went the Zoo
- 2016: Straight Outta Zion